# Прокопова, Светлана Сергеевна
Прокопова Светлана Сергеевна (р. 3 января 1991) — украинская спортсменка, художественная гимнастка. Многократный призёр летней Универсиады в Казани.

## Биография

### Универсиада 2013
На летней Универсиаде в Казани Светлана выступала в 3 групповых дисциплинах вместе с Еленой Дмитраш, Евгенией Гомон, Александрой Гридасовой, Викторией Мазур и Валерией Гудым, спортсменки завоевали серебряную и две бронзовые награды.
Серебро они получили в командном многоборье набрав 32,599 балла, первое место завоевали россиянки с результатом — 35,100.
Ещё две бронзовые медали Светлана со своей командой завоевали в групповых упражнениях — с десятью булавами (16,533), а также с тремя мячами и двумя лентами (16,200).

### Чемпионат мира 2013
На Чемпионате мира в Киеве, который проходил с 28 августа по 1 сентября, Светлана выступала в 3 дисциплинах и завоевала бронзовую медаль в командном упражнении 10 булав вместе с Викторией Мазур, Евгенией Гомон, Викторией Шинкаренко, Елена Дмитраш и Валерией Гудым. Украинки успешно преодолели квалификацию (5-е место), сумев попасть в число восьми команд, которые в финале разыгрывали медали чемпионата мира. Показанная в финале композиция принесла украинкам 17,208 баллов и третье место. Золото выиграла сборная Испании (17,350), серебро у итальянок (17,300).
В упражнении с тремя мячами и двумя лентами украинская команда провалила выступление, показав 21-й результат среди 29 сборных. Вместе с 5-м местом в квалификации в упражнении с 10 булавами в итоге украинские гимнастки заняли 15-е место.

## Государственные награды
- Орден княгини Ольги III ст. (25 июля 2013) — «за достижение высоких спортивных результатов на XXVII Всемирной летней Универсиаде в Казани, проявленные самоотверженность и волю к победе, подъем международного авторитета Украины»[11]